# 黄天锡
黄天锡（1952年10月—），湖南邵阳人，中华人民共和国政治人物。1977年8月参加工作，1972年1月加入中国共产党。湖南大学环境科学与工程学院环境工程专业，大学学历。
历任中共邵阳地委党校教员、政经教研室副主任、副校长、教育长；城步县委副书记，新宁县委副书记，武冈县委书记、市委书记，邵东县委书记；邵阳市委常委、秘书长、副书记、市长、市委书记等职。2008年3月任中共永州市委书记，在其市委书记任上的2010年6月1日永州市零陵区发生了该区邮政分局保安队长朱军携带微型冲锋枪和手枪闯入该区人民法院四楼办公室扫射，当场造成3名法官死亡、3名法官受伤的永州法院枪击案。2011年任中共湖南省委副秘书长。2013年1月，任中共湖南省委督办专员。